# 甲必丹吉灵清真寺

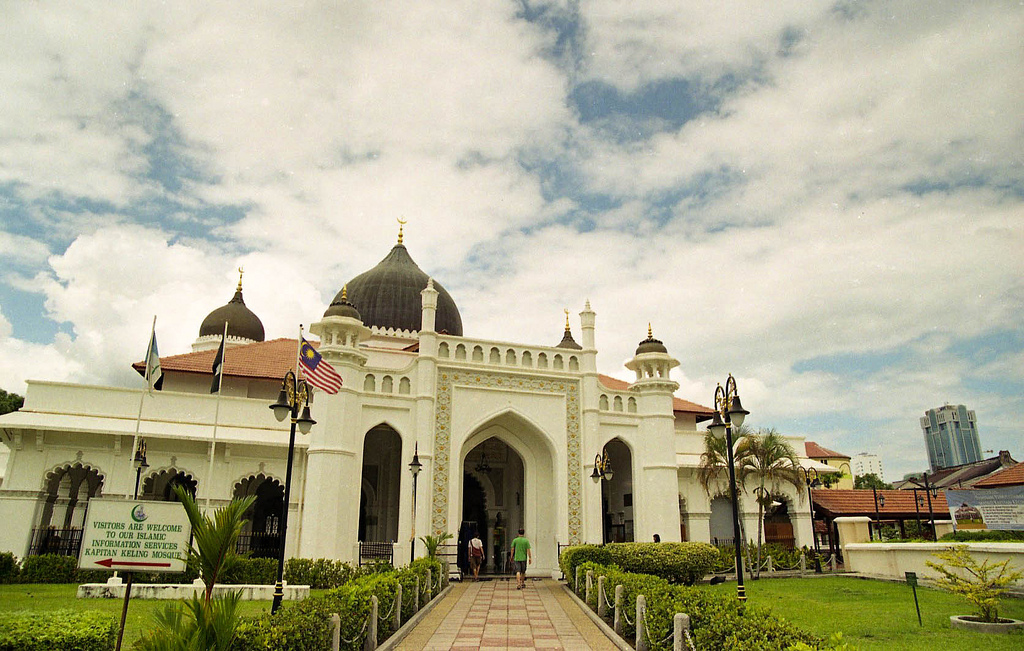
甲必丹吉灵清真寺

吉宁甲必丹回教堂是马来西亚槟城乔治市的一座清真寺，由印度穆斯林商人兴建于1801年，位于新街头（Lebuh Buckingham）与椰脚街（Lebuh Pitt）转角。